# Dirka po Franciji 1914
Dirka po Franciji 1914 je bila 12. dirka po Franciji, ki je potekala od 28. junija do 26. julija 1914. Skupna dolžina dirke s 15 etapami je bila 5.405 km, povprečna hitrost zmagovalca pa 27,028 km/h.
Začetek dirke je zaznamoval umor avstrijskega nadvojvoda Franca Ferdinanda in njegove žene Sofije, kar je sprožilo začetek prve svetovne vojne. 3. avgusta je Nemčija zavzela Belgijo in napovedala vojno Franciji. Tour 1914 je tako zaključil začetno obdobje dirk po Franciji, naslednji je prišel na vrsto leta 1919.
Zmagovalec Toura je drugič zapored postal belgijski kolesar Philippe Thys, ki je vodil od prve etape naprej. Ekipno zmago je doseglo kolesarsko moštvo Peugeot.

## Pregled
| Kategorije                          | Podatki       |
| ----------------------------------- | ------------- |
| Začetek-konec                       | Pariz - Pariz |
| Dolžina (km)                        | 5.405         |
| Število etap                        | 15            |
| Povprečna hitrost zmagovalca (km/h) | 27,028        |
| Kolesarjev                          | 145           |
| Tekmo končalo                       | 54            |

| Etapa | Datum     | Start in cilj                       | Dolžina | Etapni zmagovalec | Čas         | Vodeči                     |
| ----- | --------- | ----------------------------------- | ------- | ----------------- | ----------- | -------------------------- |
| 1     | 28. junij | Pariz - Le Havre                    | 388 km  | Philippe Thys     | 13h 18' 28" | Philippe Thys              |
| 2     | 30. junij | Le Havre - Cherbourg                | 364 km  | Jean Rossius      | 12h 15' 26" | Philippe Thys Jean Rossius |
| 3     | 2. julij  | Cherbourg - Brest                   | 405 km  | Émile Engel       | 14h 58' 06" | Philippe Thys Jean Rossius |
| 4     | 4. julij  | Brest - La Rochelle                 | 470 km  | Oscar Egg         | 16h 13' 45" | Philippe Thys Jean Rossius |
| 5     | 6. julij  | La Rochelle - Bayonne               | 379 km  | Oscar Egg         | 13h 25' 29" | Philippe Thys Jean Rossius |
| 6     | 8. julij  | Bayonne - Luchon                    | 326 km  | Firmin Lambot     | 14h 39' 04" | Philippe Thys              |
| 7     | 10. julij | Luchon - Perpignan                  | 323 km  | Jean Alavoine     | 11h 47' 05" | Philippe Thys              |
| 8     | 12. julij | Perpignan - Marseille               | 370 km  | Octave Lapize     | 13h 00' 00" | Philippe Thys              |
| 9     | 14. julij | Marseille - Nica                    | 338 km  | Jean Rossius      | 12h 35' 38" | Philippe Thys              |
| 10    | 16. julij | Nica - Grenoble                     | 333 km  | Henri Pélissier   | 13h 22' 03" | Philippe Thys              |
| 11    | 18. julij | Grenoble - Ženeva                   | 325 km  | Gustave Garrigue  | 12h 29' 06" | Philippe Thys              |
| 12    | 20. julij | Ženeva - Belfort                    | 335 km  | Henri Pélissier   | 12h 32' 05" | Philippe Thys              |
| 13    | 22. julij | Belfort - Longwy                    | 325 km  | François Faber    | 10h 30' 44" | Philippe Thys              |
| 14    | 24. julij | Longwy - Dunkerque                  | 390 km  | François Faber    | 15h 03' 16" | Philippe Thys              |
| 15    | 26. julij | Dunkerque - Pariz, Parc des Princes | 340 km  | Henri Pélissier   | 13h 21' 16" | Philippe Thys              |